# Malha de captura de fase

Malha de Captura de Fase ou PLL (Phase Locked Loop em inglês) é um sistema de realimentação em que o sinal de realimentação é usado para sincronizar a frequência instantânea do sinal de saída com a frequência instantânea do sinal de entrada. Pode ser analógico ou digital. Em 1969, a empresa americana Signetics lançou uma linha de circuitos integrados PLL de baixo custo, como o NE565,e a técnica difundiu-se. Alguns anos depois, a RCA introduziu o CD4046de tecnologia CMOS, que também se tornou popular.

## Descrição
O PLL básico é composto por três elementos principais: 
- Detector ou comparador de fase (Phase Detector)

- Filtro passa-baixas (LPF - Low Pass Filter)

- Oscilador controlado por tensão (VCO - Voltage Controlled Oscillator).[4][5][6][7]

Na ausência de sinal, a tensão de erro é zero e o VCO trabalha numa frequência fixa denominada frequência livre de oscilação. Aplicando-se um sinal na entrada, o detector de fase compara a fase e a frequência desse sinal com a frequência do VCO, gerando uma tensão de erro, proporcional às diferenças de fase e frequência dos dois sinais. Essa tensão é filtrada e amplificada para ser levada até o termminal de controle do VCO, forçando uma variação na frequência do mesmo. Ela ocorre no sentido de reduzir a dferença entre as frequências de livre oscilação e a do sinal de entrada. Se as duas estiverem próximas, a realimentação do PLL provocará a sincronização do VCO com o sinal de entrada. Nesse momento, o VCO oscilará em uma frequência idêntica à de entrada. A faixa de frequências na qual o PLL mantêm-se sincronizado ao sinal de entrada é denominada faixa de retenção (lock range); a outra faixa na qual o PLL entra em sincronismo com o sinal de entrada é chamada faixa de captura (capture range).

Detector ou comparador de fase
Existem dois tipos diferentes de detectores de fase nos PLLs comuns: tipo I e tipo II.
O detector de fase do tipo I consiste no multiplicador que dobra a frequência do sinal de saída em relação à frequência dos sinais de entrada. Isso permite que os PLLs sejam usados para multiplicar frequências. O grande problema deste tipo de circuito é que ele tende a travar quando sinais de frequências múltiplas são aplicados à entrada, ou seja, não é capaz de diferenciar um sinal da frequência fundamental de uma harmônica, podendo travar em qualquer dos dois. Um outro problema é que se os sinais aplicados na entrada não tiverem um ciclo ativo próximo de 50%, o detector do tipo I também não funcionará direito. A vantagem deste circuito é a sua imunidade a ruídos na entrada.
Já o detector do tipo II trabalha com as frontes dos sinais aplicados na entrada, ou seja, ele leva em conta o instante em que os sinais mudam de nível o que significa que eles devem trabalhar com sinais retangulares. Pode-se comparar este detector a uma chave de 1 polo x 3 posições. Quando o sinal de entrada tem uma transição negativa faz com que a chave seja levada para a posição de nível lógico 1 (para cima) a não ser que ela já esteja nesta posição. Da mesma forma, uma transição negativa do sinal do VCO faz com que a chave passe para a posição de nível lógico 0 (para baixo). Isso significa que os dois sinais têm diferença de fase, a chave atua para cima e para baixo gerando assim um sinal de controle. Se os sinais tiverem mesma frequência e fase a chave não consegue mudar de posição em velocidade suficiente e com isso assume uma posição média em que o nível nem é alto e nem baixo (circuito aberto). Veja que, neste tipo de detector se os sinais estiverem em fase não há sinal de saída, e assim não há sinal residual quando ele trava. Para o filtro passa-baixas, a chave atua como um circuito de carga e descarga do capacitor. O filtro atua de maneira semelhante a um circuito de amostragem e retenção (sample and hold). Outro ponto importante é que a faixa de captura não depende do filtro passa baixas. A desvantagem deste detector de fase está na possibilidade dele ser enganado por ruídos no sinal, quando ele apresenta oscilações. Isso pode levar o circuito a gerar várias transições indevidas. Sinais livres de ruídos devem ser usados com PLLs que possuam este tipo de detector de fase.
Sem sinal de entrada, a tensão de erro é nula e a frequência do sinal na saída é determinada apenas pelas características do VCO e ficará num valor central. Se aplicarmos na entrada deste circuito um sinal de frequência f, o detector de fase entrará em ação e comparará a frequência deste sinal com a frequência do VCO que é aplicada à entrada. Supondo que os sinais tenham frequências diferentes, o detector de fase vai gerar um sinal diferença (f - fo) o qual será aplicado ao filtro. O resultado é que como esta frequência é relativamente baixa, ao ser aplicada ao filtro é criada uma tensão que oscila sensivelmente atuando sobre o VCO, que opera numa frequência fixa (livre de oscilação) determinada pelos componentes externos destinados a esta finalidade. Quando aplicamos um sinal na entrada do circuito, o comparador de fase recebe este sinal e compara sua fase com a do sinal que está sendo gerado pelo VCO, gerando uma tensão de erro, que será proporcional à diferença que existe entre a fase e a frequência dos dois sinais. A tensão será tanto maior quanto mais afastados em frequência e fase estiverem os sinais. Esta tensão, depois de filtrada e amplificada é levada ao terminal de controle do VCO. O resultado é que esta tensão obriga o oscilador a alterar sua frequência de tal forma a se aproximar da frequência do sinal de entrada, ou seja, no sentido de reduzir o erro.A reação do VCO a este ripple ou ondulação aplicada a partir do oscilador é uma mudança de frequência que justamente tende a fazer com que sua saída se aproxime da frequência do sinal de entrada. No momento em que as frequências se igualam o ripple desaparece e a tensão na saída do filtro passa-baixas se estabiliza travando o VCO justamente na frequência e entrada, ou seja, o oscilador capturou o sinal ou travou o sinal reconhecendo sua frequência.
Filtro passa-baixas
Este filtro tem duas funções: proporcionar um sinal que é uma tensão cujo valor médio corresponde à diferença de fase dos sinais e determinar a velocidade segundo a qual a frequência do VCO muda. Como a velocidade segundo o qual ele atua sobre o VCO é um fator importante para determinar a imunidade ao ruído presente no sinal de entrada, nos projetos de PLLs os componentes associados ao filtro devem ser escolhidos com o máximo de cuidado. Ele se encarrega de impedir que o sinal soma apareça, de modo que a tensão de erro gerada na saída depende apenas do sinal diferença. Assim, se as frequências dos sinais se igualam, temos na saída uma tensão contínua, já que a diferença entre as frequências é nula. A tensão contínua não é levada em conta pelo circuito. Com o deslocamento da frequência do VCO em determinado momento consegue-se a sincronização dos circuitos, ou seja, o VCO passa a operar sincronizado com o circuito externo. Mesmo que o sinal de entrada volte a variar, o circuito gera novo sinal de erro e o VCO consegue corrigir sua frequência de modo a obter uma nova sincronização. Existe um limite para a faixa de frequências em que o VCO pode acompanhar os sinais externos. Temos então uma faixa de retenção (Iock range) dentro da qual podemos fazer com que o VCO acompanhe qualquer variação de frequência e fase do sinal de entrada. Outra faixa importante de operação do PLL é a de frequências que podem ser aplicadas na sua entrada e ser obtido o sincronismo do VCO.  A faixa de captura (capture range) não pode ser mais ampla que a faixa de retenção para qualquer PLL, caso contrário, a diferença pode ser uma frequência alta demais para passar pelo filtro e o sistema não funciona. Não teremos uma tensão de saída para atuar sobre o VCO. Isso significa que existe uma faixa bem determinada de frequências, em torno da qual o VCO opera em o circuito pode atuar, travando.
Ela pode ser definida como aquela que tem por centro a frequência livre de oscilação do VCO e dentro da qual o PLL pode entrar em sincronismo com o sinal de entrada. Esta banda está dentro da faixa de retenção que é diferente. E também como a faixa com centro na frequência livre de oscilação do VCO em que o circuito pode acompanhar a frequência de entrada.
O filtro passa-baixas é um elemento fundamental. Se ele for muito seletivo, restringirá a faixa de captura e reduzirá a velocidade de operação do circuito, tornando muito difícil para o PLL reter o sinal. Por outro lado, ele não deve ser pouco seletivo, pois isso reduziria sua imunidade aos ruídos. O circuito precisa de alguns ciclos do sinal de entrada para poder reconhecê-lo. Com pouca seletividade, uns poucos pulsos de ruído poderiam ser confundidos com o sinal, levando o PLL a tentar sincronizar-se com eles.
VCO
O sinal deste filtro serve para controlar a frequência deste bloco que consiste num oscilador controlado por tensão ou VCO (Voltage Controlled Oscillator). Este circuito gera um sinal cuja frequência pode ser deslocada dentro de uma faixa de valores a partir da tensão aplicada na sua entrada. O sinal deste oscilador é aplicado à entrada através de um elo (loop) ou malha de realimentação.

## Características
Frequência central (fo)
Na maioria dos casos, a fixação de frequência livre de oscilação ou frequência central de oscilação do PLL é conseguida por meio da conexão externa de um ou mais componentes externos de valores apropriados, normalmente um capacitor e um resistor. Qualquer um deles pode ser do tipo ajustável para permitir a escolha de modo simples da frequência de operação do circuito, ou seja, do sinal que deve ser reconhecido. O uso de componentes RC normalmente limita a faixa de operação dos principais tipos a algumas centenas de quilohertz, mas existem tipos que usam circuitos LC e que podem ser usados em frequências mais elevadas. Os valores típicos para os PLLs comuns de frequências máximas de retenção são:
- 564 = 60 MHz[9]
- 565 = 500 kHz[1]
- 567 = 500 kHz[10]
- 4046 = 1 MHz[11]

A frequência central normaimente é ajustada no centro da faixa de frequências prevista para o sinal de entrada.
Faixa de retenção
Em qualquer projeto que use um PLL é imprescindível saber os limites da faixa de frequência que podem ser aplicados à entrada do circuito, resultando na sua sincronização. Esta faixa de retenção é determinada pela capacidade do VCO em variar sua frequência de oscilação. Com frequências fora deste limite, o VCO não consegue acompanhar as variações e o sincronismo se perderá.
Nos datasheets de integrados PLL esta faixa normalmente é indicada por uma porcentagem em relação à frequência central de oscilação do VCO, podendo ficar entre 10% e 60%. Assim, para o 4046, que possui uma faixa de 50%, o VCO acompanha variações de frequência do sinal de entrada entre 25% a mais e a menos em relação à frequência central de oscilação.
Para a retenção, os sinais de entrada devem ter uma intensidade mínima, que é dada pela amplitude pico a pico ou de pico do sinal de entrada e pode variar entre 100 μV e 200 mV. Para o integrado 567, a entrada mínima para que ocorra a retenção é de 20 mV. Tipos mais sensíveis podem operar com sinais de 120 μV de intensidade mínima de entrada.
A faixa de retenção também é centralizada em torno da frequência livre de oscilação. Porém, essa frequência pode ser deslocada em relação à de entrada, limitando a faixa em um dos lados. Isso possibilita a rejeição de um sinal com frequência adjacente (inferior ou superior) sem o inconveniente de redução na faixa de operação.
Faixa de captura
É a diferença entre a frequência mais alta e a frequência mais baixa, em torno de fo (frequência central do VCO) que pode ser capturada. Ela está diretamente relacionada com a seletividade do filtro passa-baixas usado no circuito de um PLL. Se o filtro tiver uma constante de tempo muito grande, aumenta o efeito memória do PLL, ou seja, o circuito demora mais para reconhecer o sinal de entrada. São necessários mais ciclos do sinal de entrada até que a tensão de erro do comparador que corresponda à diferença entre este sinal e o gerado pelo VCO apareça na saída. Por outro lado, uma constante de tempo maior para o filtro passa-baixas significa uma imunidade maior a transientes e ruídos. Normalmente os ruídos e transientes têm um ou poucos pulsos que podem burlar o circuito, não havendo tempo para que a tensão de erro que leve o VCO a mudar sua frequência seja gerada. Outro problema causado por uma constante de tempo maior é redução da faixa de captura, significando uma limitação no uso do PLL. Portanto, é necessário estabelecer um compromisso entre os fatores envolvidos.

## Usos
O PLL é muito utilizado em regeneradores de sinais, demoduladores e decodificadores de FM,intercomunicadores de escritório, babás eletrônicas, acionadores seletivos, circuito de sintonia de rádios AM e sintetizadores de frequências de equipamentos de comunicações, entre outros. Usando divisores de frequências digitais e PLLs, é possível sintetizar qualquer frequência a partir de um oscilador de frequência fixa. Tipos especiais podem ser encontrados para aplicações em frequências elevadas, mas seu funcionamento e modo de uso não se alteram.